# Royal Football Club de Liège
RFC de Liège é uma equipe belga de futebol com sede em Liège. Disputava a quarta divisão da Bélgica (Belgian Fourth Division D). Seus jogos eram realizados no antigo Stade Vélodrome de Rocourt foi demolido em 1995. passaram a ter os seus jogos no Stade du Pairay, que possui capacidade para 14.236 espectadores.
O maior rival do RFC de Liège é o Standard de Liège com quem faz o clássico regional denominado de derby de Liège.

## História
O RFC de Liège foi fundado em 1892.

## Títulos
- Primeira Divisão Belga: 5 — 1895/96, 1897/98, 1898/99, 1951/52, 1952/53
- Copa da Bélgica: 1 — 1989/90
- Copa da Liga Belga: 1 — 1986